# Dennis Hardman
Dennis Roscoe Hardman (ur. 9 kwietnia 1943 w Nigel) – zimbabwejski strzelec, olimpijczyk, medalista mistrzostw kontynentu.

## Życiorys
Karierę strzelecką rozpoczął w 1964 roku. Był wielokrotnym mistrzem Rodezji i Zimbabwe w konkurencjach karabinowych i pistoletowych. 
Dwukrotny olimpijczyk (IO 1980, IO 1984). Wystartował łącznie w pięciu konkurencjach. Najwyższą pozycję zajął na igrzyskach w Moskwie, gdzie osiągnął 25. miejsce w karabinie małokalibrowym leżąc z 50 m. Podczas zawodów w Los Angeles, jego najlepszym wynikiem była 43. pozycja w karabinie małokalibrowym w trzech postawach z 50 m. W 1980 roku był sekretarzem Zimbabwejskiego Komitetu Olimpijskiego.
Uczestniczył w Igrzyskach Wspólnoty Narodów 1982. Brał udział w tych samych konkurencjach, na których wystąpił podczas igrzysk olimpijskich w Los Angeles. Zajął 11. miejsce w karabinie małokalibrowym w trzech postawach, 13. miejsce w karabinie pneumatycznym i 15. lokatę w karabinie małokalibrowym leżąc.
W 1987 roku startował w mistrzostwach Afryki. Zdobył srebrny medal w karabinie dowolnym stojąc z 50 m, ponadto uplasował się na 4. miejscu w trzech postawach i postawie klęczącej, a także na 7. miejscu w karabinie pneumatycznym z 10 m.
Z zawodu był optykiem, miał własne biuro podróży. Był żonaty z Coleen Mary, miał córkę i syna.

## Wyniki olimpijskie
| Igrzyska         | Konkurencja                               | Wynik                            | Miejsce | Źródło |
| ---------------- | ----------------------------------------- | -------------------------------- | ------- | ------ |
| Moskwa 1980      | Karabin małokalibrowy leżąc, 50 m         | 592 punkty (99-97–100–100–98–98) | 25T     | [ 3 ]  |
| Moskwa 1980      | Karabin małokalibrowy, trzy postawy, 50 m | 1117 punktów (390-378–349)       | 30T     | [ 11 ] |
| Los Angeles 1984 | Karabin małokalibrowy leżąc, 50 m         | 569 punktów (94-95–93–94–95–98)  | 67T     | [ 12 ] |
| Los Angeles 1984 | Karabin małokalibrowy, trzy postawy, 50 m | 1101 punktów (390-371–340)       | 43      | [ 4 ]  |
| Los Angeles 1984 | Karabin pneumatyczny, 10 m                | 548 punktów (90-90–92–92–95–89)  | 49      | [ 13 ] |